# Riđorepa čačalaka
Riđorepa čačalaka (lat. Ortalis canicollis) je vrsta ptice iz roda Ortalis, porodice Cracidae. Živi u Argentini, Boliviji, Brazilu, Paragvaju i Urugvaju. Prirodna staništa su joj suptropske i tropske vlažne planinske i nizinske šume.